# Goniopteris vivipara
Goniopteris vivipara là một loài dương xỉ trong họ Thelypteridaceae. Loài này được Brade mô tả khoa học đầu tiên năm 1972.